# Tako hiki

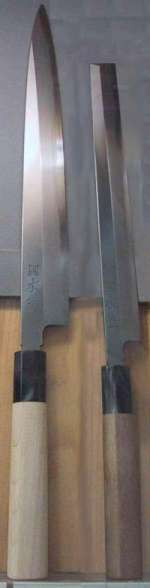
Yanagi ba (links) und Tako hiki (rechts)

Tako Hiki (jap. タコ引, wörtlich: Oktopus-Abzieher), Yanagi-ba (柳刃, wörtlich: Weidenklinge) und Fugu Hiki (ふぐ引き, wörtlich: Kugelfisch-Abzieher) sind lange, dünnklingige Messer, die in der traditionellen japanischen Küche Verwendung finden und dort als Sashimi bōchō (刺身包丁) zur Zubereitung von Sashimi (in dünne Scheiben geschnittenen rohem Fisch) und Meeresfrüchten benutzt werden.
Ähnlich wie bei den Nakiri Bōchō gibt es in Tokio und Osaka unterschiedliche Modelle, die sich in ihrer Form leicht unterscheiden.
In Osaka hat das Yanagi-ba ein spitzes Klingenende, während es in Tokio als Tako Hiki ein rechteckig geformtes Ende aufweist. Das Tako Hiki wird normalerweise zur Zubereitung von Oktopus verwendet. Typische Fugu Hiki Messer sind den Yanagi-ba Messern sehr ähnlich, abgesehen davon, dass ihre Klinge sehr viel dünner und flexibler ist. Wie bereits der Name zeigt, werden Fugu Hiki dazu benutzt, sehr dünne Sashimi Scheiben vom Kugelfisch (Fugu) zu filetieren.
Die Länge der Messer ist auf Fische mittlerer Größe ausgelegt. Für besonders große Fische, wie zum Beispiel Thunfisch, existieren besondere große Schmiedeformen, zum Beispiel das fast zwei Meter lange Oroshi Hōchō Messer(おろし包丁) oder das nur wenig kürzere Hanchō Hōchō (半丁包丁).

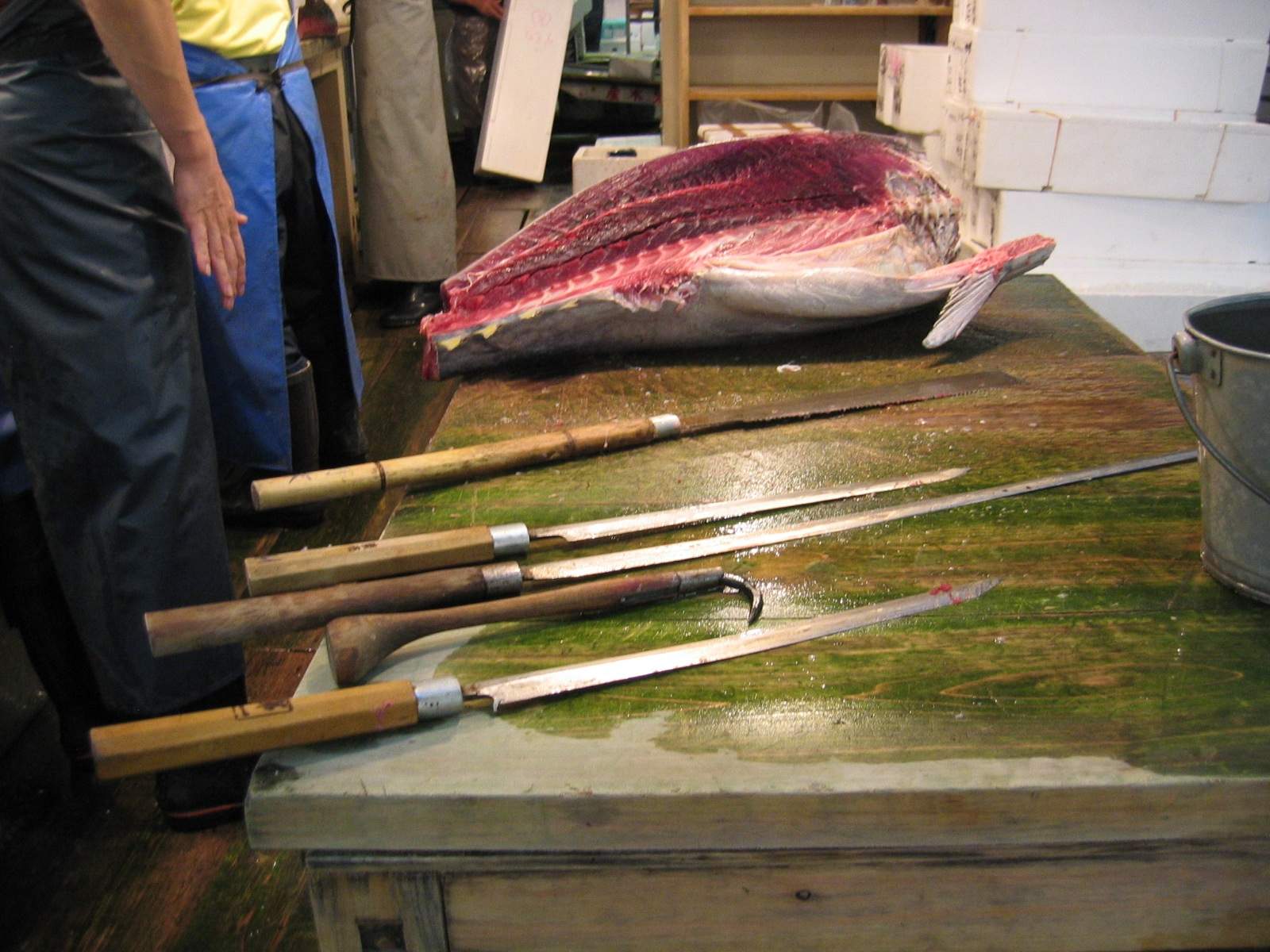
Eine Auswahl verschiedener Japanischer Messer, unter anderem ein langes Oroshi hōchō (oberhalb des Hakens), das zum Filetieren von Thunfisch auf dem Tsukiji-Fischmarkt in Tokio gebraucht wird.
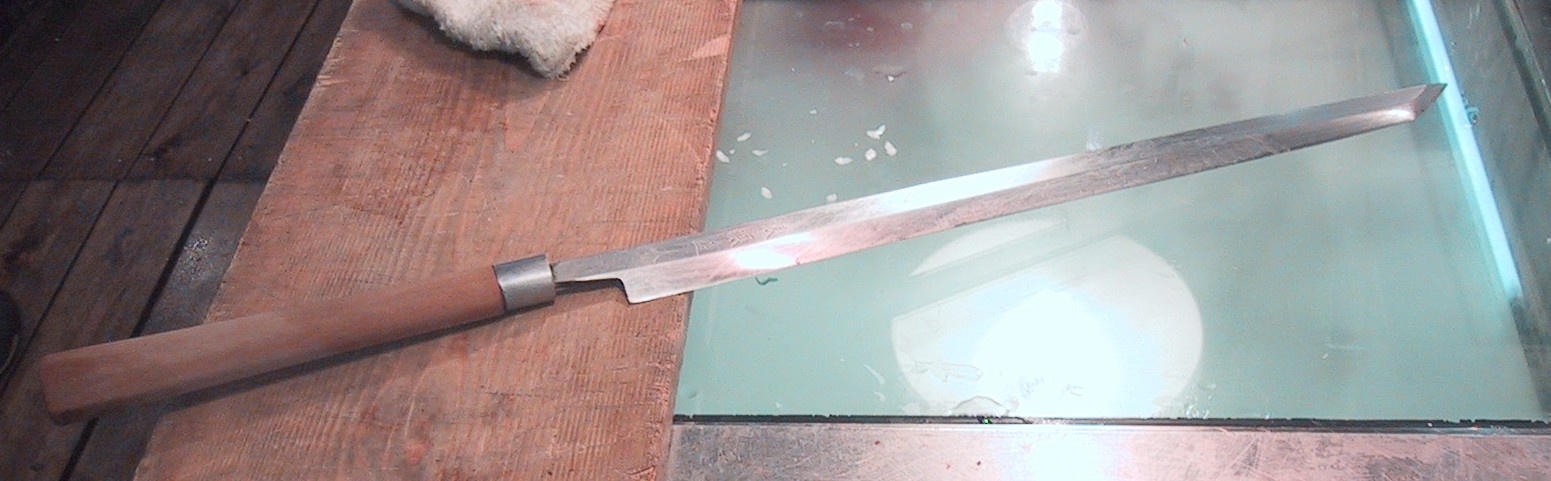
Hancho hōchō, eine halblange Klinge auf dem Tsukiji-Fischmarkt.